# Alkoun tlustozobý
Alkoun tlustozobý (Uria lomvia) je bíločerný pták z řádu dlouhokřídlých, z čeledi alkovití, který dorůstá velikosti okolo 42 až 45 cm s rozpětím křídel až 75 cm. Od poloviny 19. století, kdy byla kvůli nadměrnému lovu vyhubena alka velká (Pinguinus impennis), se jedná o největšího zástupce této čeledi.

## Popis
Alkoun tlustozobý je pták o málo větší než alkoun úzkozobý. Oproti tomuto druhu je taktéž zavalitější. Dospělý jedinec dorůstá velikosti 42 až 45 cm s rozpětím křídel 70 až 75 cm. Oproti alkounovi úzkozobému má kratší a silnější zobák, na kterém má bílou čárku v koutku zobáku směřující k nozdrám. Dospělý jedinec je na hlavě, zobáku, zádech, krku a křídlech černý s bílou oblastí na břiše a nohách. Během zimy se hrdlo tohoto druhu zbarvuje do bílé barvy.

## Výskyt
Alkoun tlustozobý se vyskytuje v polárních oblastech severní polokoule se 4 poddruhy. Zástupce druhu je možno pozorovat při hnízdění řídce v severním Norsku, častěji na Islandu, v Grónsku a v Severní Americe. Do těchto oblastí zasahují studené mořské proudy z jižních šířek, což přináší množství potravy. Příležitostně bylo pozorováno hnízdění ve smíšených koloniích s alkounem úzkozobým, nicméně k reprodukci vyhledává pouze partnery vlastního druhu a k mimo druhovému křížení nedochází, i když se tomuto příbuznému druhu značně podobá.
Po celou dobu svého života tráví alkoun tlustozobý na otevřeném moři v místech, kde teplota vody nepřesahuje 8 °C, výjimkou je doba hnízdění, kdy vyhledává útesy.

## Hnízdění
Hnízdění probíhá v obrovských koloniích čítající v případě arktických kolonií až statisíce párů. Alkouni hnízdí na obvyklém místě, které jsou schopni každoročně najít. Samotné hnízdo je umístěno na skalní stěně, kde je chráněno před sběrači ptačích vajec. Do hnízdících kolonií se alkouni slétávají od konce března na jihu až do května v severnějších oblastech.

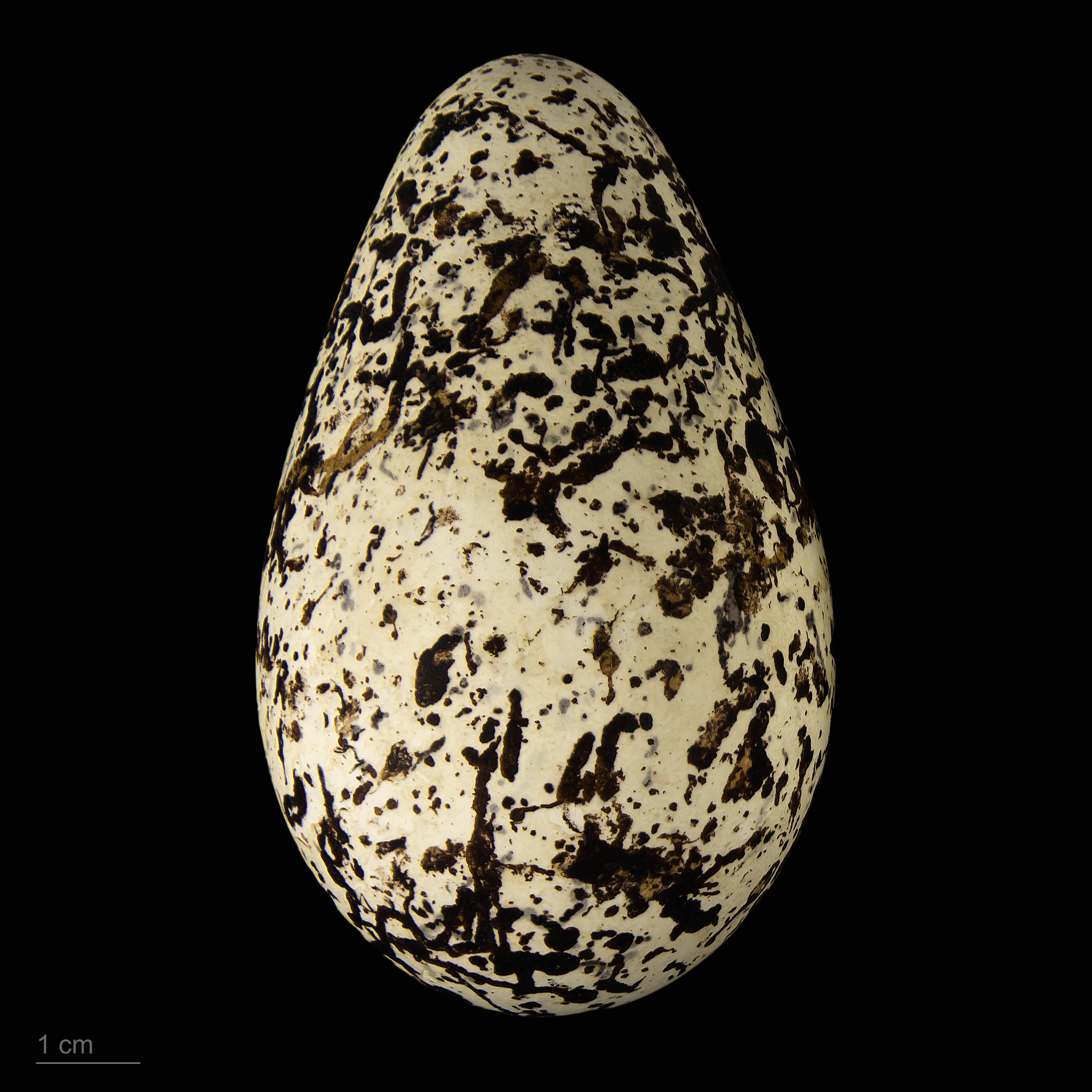
Uria lomvia lomvia

Během sedění na hnízdě jsou ptáci natočeni bílou hrudí směrem k moři. Hnízdění začíná pro celou kolonii současně v rozmezí přibližně jednoho týdne, kdy samice snáší jedno vejce s charakteristickým zúžením na jedné straně. Když přijde pár o vejce, je schopen snést náhradní snůšku. Vejce má velikosti přibližně 75 až 87 mm na délku o hmotnosti 120 g(přibližně velikost husího vejce). Rodiče střídavě sedí na vejci mezi 30 až 35 dny, kdy vejce přidržují na nohách, zakrývají ho svým peřím a tisknou k teplé kůži. Na skořápce vejce se nachází unikátní vzor z kudrlinek a skvrn, což umožňuje rodičům rozpoznat svá vejce v kolonii.
Po vylíhnutí z vejce zůstávají mláďata na místě 19 až 20 dní, načež seskakují do moře stejně jako mláďata ostatních alek. Nicméně i na moři rodiče o mládě pečují až do doby, kdy je schopno se samo o sebe postarat.

## Potrava
Za potravu alkounovi tlustozobému slouží ryby, různé druhy korýšů, mořští červy žijícími na volném moři, jelikož tento druh se nedokáže za potravou potápět. Podobně jako v případě alkouna úzkozobého jsou jeho mláďata krmena malými rybkami.